# Mühlenstraße 30 (Stralsund)
Das Wohnhaus Mühlenstraße 30 in Stralsund ist ein denkmalgeschütztes Bauwerk in der Mühlenstraße.

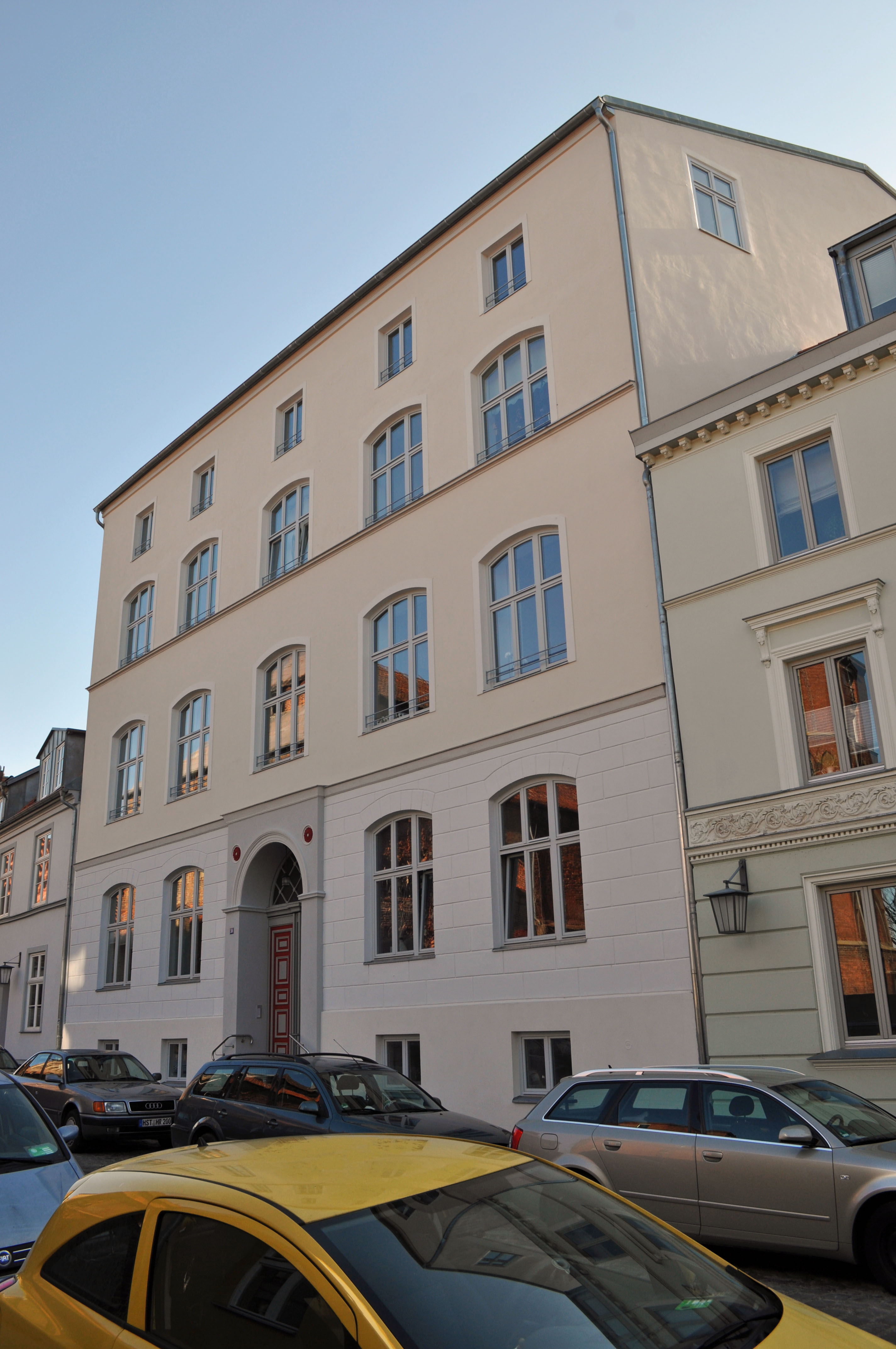
Haus Mühlenstraße 30 in Stralsund (2012)

Der dreieinhalbgeschossige Putzbau wurde von 1854 bis 1865 als Schule errichtet. Die fünfachsige Fassade weist Segmentbogenfenster und Gurtgesims auf. Das mittig gelegene Rundbogenportal ist von Pilastern gerahmt.
Das Haus im Kerngebiet des von der UNESCO als Weltkulturerbe anerkannten Stadtgebietes des Kulturgutes „Historische Altstädte Stralsund und Wismar“ ist in die Liste der Baudenkmale in Stralsund eingetragen.